# Erimyzon oblongus
Erimyzon oblongus es una especie de peces de la familia Catostomidae en el orden de los Cypriniformes.

## Morfología
• Los machos pueden llegar alcanzar los 37,6 cm de longitud total.

## Alimentación
Come microcrustáceos, insectos acuáticos y algas.

## Hábitat
Es un pez de agua dulce y de clima subtropical.

## Distribución geográfica
Se encuentran en Norteamérica.